# Knema percoriacea
Knema percoriacea är en tvåhjärtbladig växtart som beskrevs av James Sinclair. Knema percoriacea ingår i släktet Knema och familjen Myristicaceae.

## Underarter
Arten delas in i följande underarter:
- K. p. fusca
- K. p. longipilosa
- K. p. sarawakensis